# David Campbell Bannerman
David Campbell Bannerman (ur. 28 maja 1960 w Bombaju) – brytyjski polityk, poseł do Parlamentu Europejskiego VII i VIII kadencji.

## Życiorys
Kształcił się na różnych uczelniach, w tym na University of Pennsylvania. Pracował w branży public relations. Był m.in. rzecznikiem ATOC (Association of Train Operating Companies), zrzeszenia przewoźników kolejowych.
Należał do Partii Konserwatywnej. W latach 90. pełnił funkcję radnego miasta Royal Tunbridge Wells, stał też na czele think tanku Bow Group. Był też doradcą Patricka Mayhew, konserwatywnego ministra. W 2002 przeszedł do Partii Niepodległości Zjednoczonego Królestwa. W 2006 ubiegał się o przywództwo w tym ugrupowaniu, zajmując trzecie miejsce, został następnie zastępcą lidera partii.
W wyborach w 2009 z ramienia UKIP uzyskał mandat posła do Parlamentu Europejskiego. Przystąpił do nowo powołanej grupy pod nazwą Europa Wolności i Demokracji, a także do Komisji Handlu Międzynarodowego oraz Podkomisji Bezpieczeństwa i Obrony. W 2011 powrócił do Partii Konserwatywnej, a w 2014 z jej listy odnowił mandat eurodeputowanego.